# Marcel Ophüls
Marcel Ophüls (Fráncfort del Meno, 1 de noviembre de 1927-Lucq-de-Béarn, Pirineos Atlánticos, 24 de mayo de 2025) fue un director de cine alemán.

## Vida
Hijo del director de cine judio Max Ophüls y de la actriz Hilde Wall. Al ser su padre judio, la familia tiene que huir a Francia en 1933. Tras el comienzo de la Segunda Guerra Mundial poco antes de la ocupación alemana, pasan a España en 1940 y más tarde a Estados Unidos. Regresa a Francia en 1950 donde trabaja como ayudante de dirección (Moulin Rouge —John Huston, 1953— y Lola Montes —Max Ophüls, 1955—).

## Filmografía
Dirige en Francia un cortometraje de la película conjunta L'amour à vingt ans (El amor a los veinte años, 1962) junto con Shintarô Ishihara, Renzo Rossellini, François Truffaut y Andrzej Wajda. Su primer largometraje fue Banana Peel (1963). En España, dirigió Hagan juego, señoras en 1964.[cita requerida]
La verdadera fama le vino con la realización de un nuevo estilo de documentales:
Munich o la paz para cien años (1967) y el que le dará reconocimiento internacional Le Chagrin et la pitié (1969). Este es un encargo de la televisión para la conmemoración de la liberación de Francia, pero el resultado no gustó a la televisión, que esperando una loa a la resistencia francesa, se encontró como resultado un monumental documental (casi 4 horas) donde se pone en duda la mayor parte de la historia oficial de la resistencia francesa. Debido a esto pasó a las salas comerciales, donde tuvo bastante éxito. En la película Annie Hall (1977), de Woody Allen,  aparecen los protagonistas en la entrada del cine donde la proyectaron.
Más adelante se adentró en otros escenarios A Sense of Loss (1972), sobre el problema de Irlanda. The Memory of Justice (Nicht Schuldig?) (1973-1976) sobre el resultado de los juicios de Núremberg. Vuelve a Francia y a la ocupación con Hotel Terminus: la vida y el tiempo de Klaus Barbie (1989), a la reunificación alemana con November Days (1992) y a la guerra de Bosnia con Veillées d'armes (1994).[cita requerida]
- Love at Twenty (1962)
- Banana Peel (1963)
- Fire at Will (1964)
- Munich or Peace in our Time (1967)
- The Harvest of My Lai (1970)
- The Sorrow and the Pity (Le Chagrin et la pitié) (1969)
- A Sense of Loss (1972)
- The Memory of Justice (1973-6)
- Hôtel Terminus: The Life and Times of Klaus Barbie (1989)
- November Days (1992)
- Veillées d'armes (The Troubles We've Seen: A History of Journalism in Wartime) (1994)

## Premios y distinciones
Premios Óscar
| Año  | Categoría              | Película                                           | Resultado |
| ---- | ---------------------- | -------------------------------------------------- | --------- |
| 1972 | Mejor documental largo | The Sorrow and the Pity                            | Nominado  |
| 1989 | Mejor documental largo | Hôtel Terminus: The Life and Times of Klaus Barbie | Ganador   |

Festival Internacional de Cine de Cannes
| Año  | Categoría        | Película       | Resultado |
| ---- | ---------------- | -------------- | --------- |
| 1988 | Premios FIPRESCI | Hôtel Terminus | Ganador   |

## Literatura
- The sorrow and the pity : a film by Marcel Ophüls, Introduction by Stanley Hoffmann. Filmscript translated by Mireille Johnston. Biographical and appendix material by Mireille Johnston, New York : Berkeley Publishing Corporation, 1975 (en inglés)
- Widerreden und andere Liebeserklärungen. Texte zu Kino und Politik. Hrsg. v. Ralph Eue und Constantin Wulff. Berlín: Vorwerk 8, 1997 ISBN 3-930916-12-6 (en alemán)
- "I want to go home", "La Marseillaise" Red. Heiner Gassen. Übersetzung Karola Bartsch. München: Centre d'Information Cinématographique de l'Inst. Français de Munich und Münchner Filmzentrum, 1990. Revue CICIM Nr. 29 ISSN 0938-233X (en alemán)